# María Moreno Ruiz
María Moreno Ruiz (Alacant, 28 de gener de 1957) és una política valenciana, diputada a les Corts Valencianes en la IV Legislatura.
Ha treballat com a ajudant tècnica sanitària i arribà a sotsdirectora d'Infermeria a l'Hospital General d'Alacant. Membre de la UGT i del PSPV-PSOE, en fou secretària de l'agrupació d'Oriola. A les eleccions municipals espanyoles de 1995 fou escollida regidora de l'ajuntament d'Oriola i fou diputada a les eleccions a les Corts Valencianes de 1995. De 1995 a 1999 fou presidenta de la Comissió de la Dona de les Corts Valencianes. Després continuà immersa en la política local, i en 2010 era diputada provincial i secretària general del PSPV-PSOE a Oriola.